# Campo Grande (Santos)
Campo Grande é um bairro localizado na Zona Intermediária (ou seja, entre a Zona da Orla - praia - e a Zona Central) da cidade de Santos.
Situa-se no quadrilátero formado pela Rua Carvalho de Mendonça e pelas avenidas Anna Costa, Gal. Francisco Glycerio e Sen. Pinheiro Machado (Canal 1).
É um bairro residencial que se destaca por sua tranquilidade e por seu número de mercadinhos e padarias. Não obtém em sua área praças ou clubes. Os moradores precisam se deslocar até a Vila Belmiro (bairro vizinho) para frequentar esses tipos de ambientes.
Mas o bairro tem a Sociedade de Melhoramentos do Campo Grande situado na Rua Marquês de São Vicente. Entre outras ações, essa sociedade promoveu a instalação de posto da polícia militar no bairro, nessa mesma Rua, que foi deslocado em 2014 para a Avenida Bernardino de Campos no canal 2, por causa das obras do VLT no local.
Avenidas:
- Avenida Senador Pinheiro Machado
- Avenida Bernardino de Campos
- Avenida Anna Costa
- Avenida General Francisco Glycerio

Ruas na direção Leste-oeste:
- Rua Carvalho de Mendonça
- Rua Augusto Paulino
- Rua João Carvalhal Filho
- Rua Espírito Santo
- Rua Pedro Américo
- Rua Evaristo da Veiga
- Rua Carlos Gomes
- Rua Duque de Caxias
- Rua Ministro Xavier de Toledo
- Rua João Caetano

Ruas na direção Norte-sul:
- Rua Gonçalves Ledo
- Rua José Clemente Pereira
- Rua Teixeira de Freitas
- Rua Visconde de Farias
- Rua Visconde de Cayru
- Rua Almirante Barroso
- Rua Arnaldo de Carvalho
- Rua Amazonas
- Rua Pará